# Silpakorn-Universität

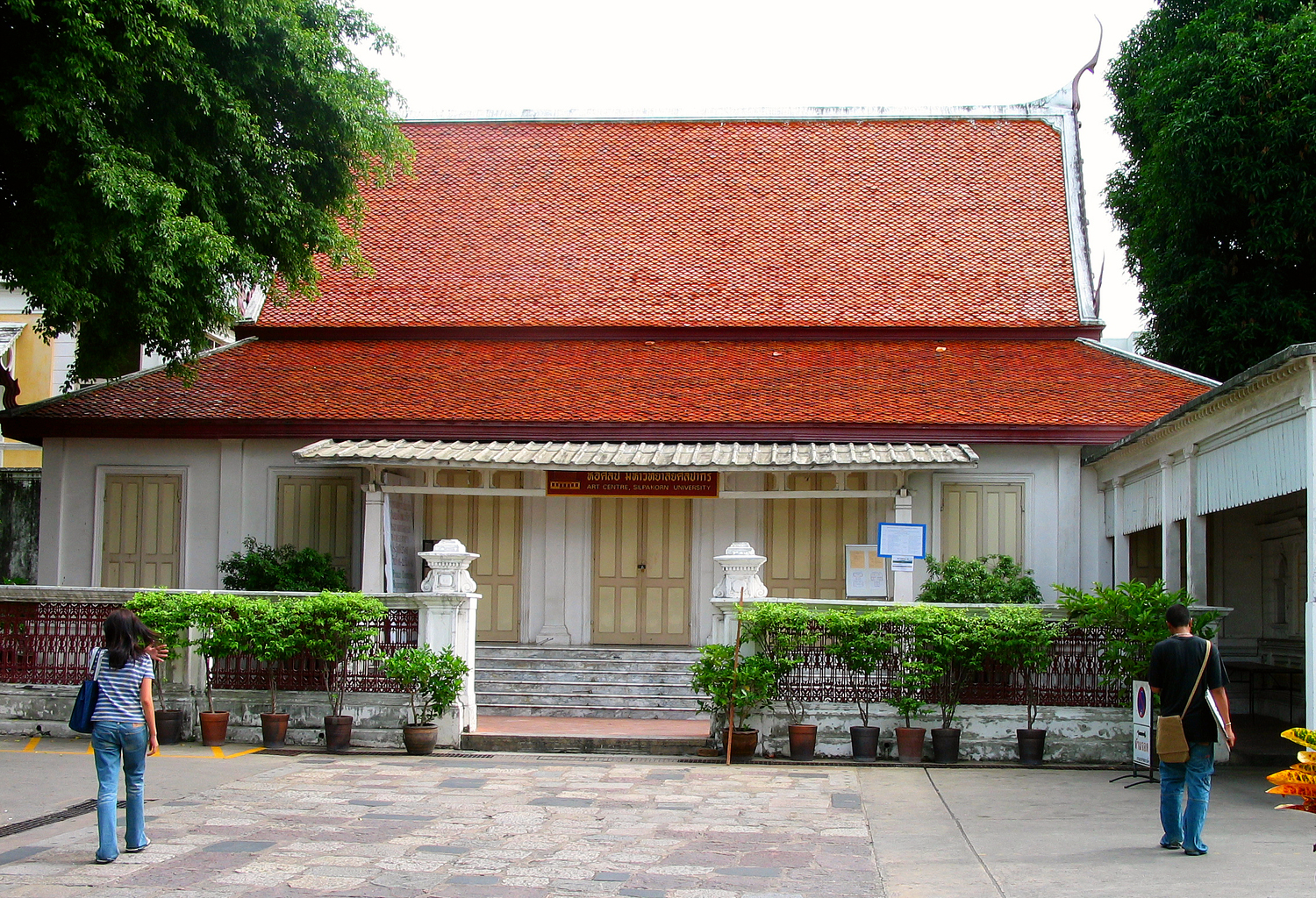
Ausstellungsgebäude auf dem Gelände der Silpakorn-Universität

Die Silpakorn-Universität (thailändisch มหาวิทยาลัยศิลปากร, RTGS Mahawitthayalai Sinlapakon [sǐnlápaːkɔːn], englisch Silpakorn University, kurz: SU, übersetzt „Universität der bildenden Künste“) ist eine staatliche Universität in Bangkok. Die Universität wurde 1943 auf Anregung des italienisch-thailändischen Künstlers Corrado Feroci gegründet, der als thailändischer Staatsbürger den Namen Silpa Bhirasri trug.
Die Silpakorn-Universität ist die landesweit führende Universität auf den Gebieten der Archäologie und der schönen Künste, auch wenn bis heute viele weitere Fakultäten hinzugekommen sind.

## Geschichte
1939 begründete Mom Luang Pin Malakula auf dem Gelände des Tha-Pra-Palastes die Pranete-Silpakam-Schule. Vier Jahre später, mitten im Zweiten Weltkrieg, wurde sie Thailands dritte staatliche Universität.
1968 erhielt die Universität die Erlaubnis, zusätzliche Studiengänge anzubieten. Dies führte zur Gründung des Campus in Nakhon Pathom, östlich der Landstraße 321.

## Campus

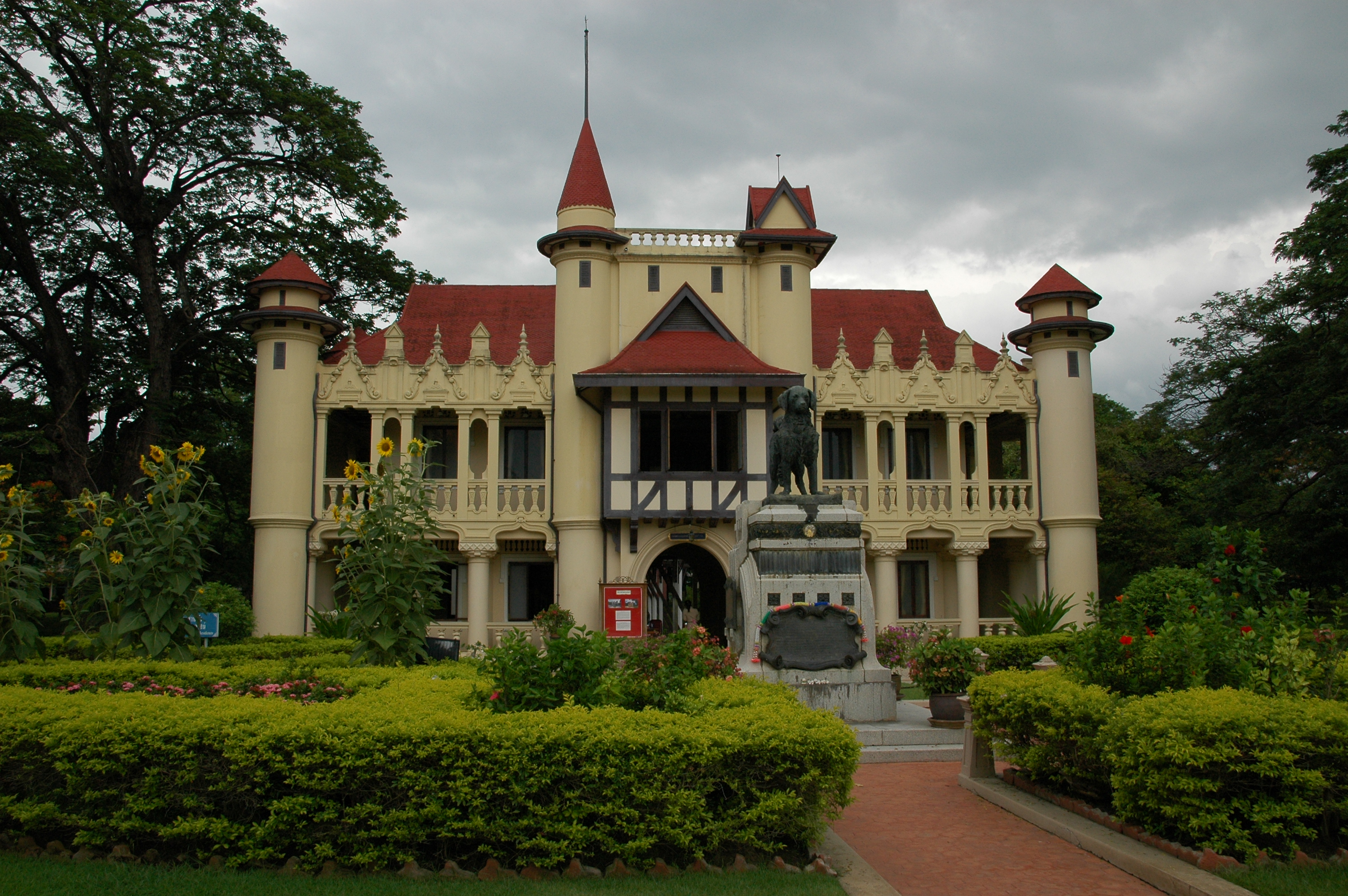
Hauptgebäude Sanam Chan Palast

Die Silpakorn-Universität hat vier Campus:
- Tha-Phra-Palast, Bangkok
- Taling Chan, Bangkok (Präsidium, Musikfakultät, Graduate College, International College, Sanskrit Studies Centre)
- Sanam Chan Palace, Nakhon Pathom
- Phetchaburi IT Campus, Phetchaburi

## Fakultäten
Die Silpakorn-Universität hat 13 Fakultäten, eine Graduiertenschule und ein College.
- Fakultät für Malerei, Bildhauerei und Graphik
- Fakultät für Architektur
- Fakultät für Archäologie
- Fakultät für Dekorative Kunst
- Fakultät für Philologie (bzw. Geisteswissenschaften)
- Fakultät für Pädagogik
- Fakultät für Naturwissenschaften
- Fakultät für Pharmazie
- Fakultät für Ingenieurwissenschaft und Industrietechnologie
- Fakultät für Viehzucht und landwirtschaftliche Verfahrenskunde
- Fakultät für Musik
- Fakultät für Verwaltungskunde
- Fakultät für Informations- und Kommunikationstechnologie

## Ranking
Im QS World University Ranking 2013 belegte die Silpakorn-Universität in Geschichte den fünften Platz innerhalb Thailands.

## Eindrücke vom Tha-Phra-Campus

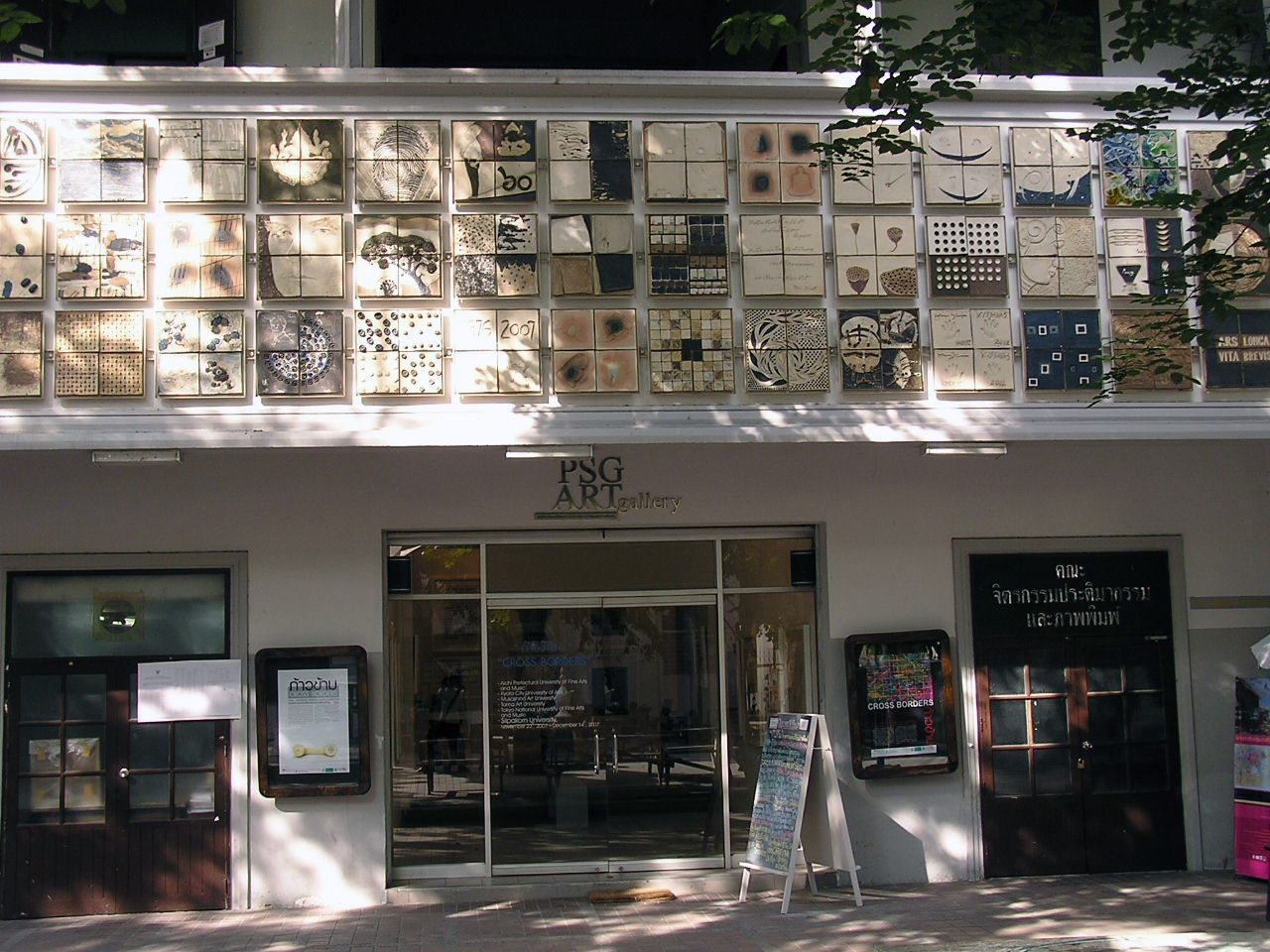
Gebäude der Fakultät für Malerei
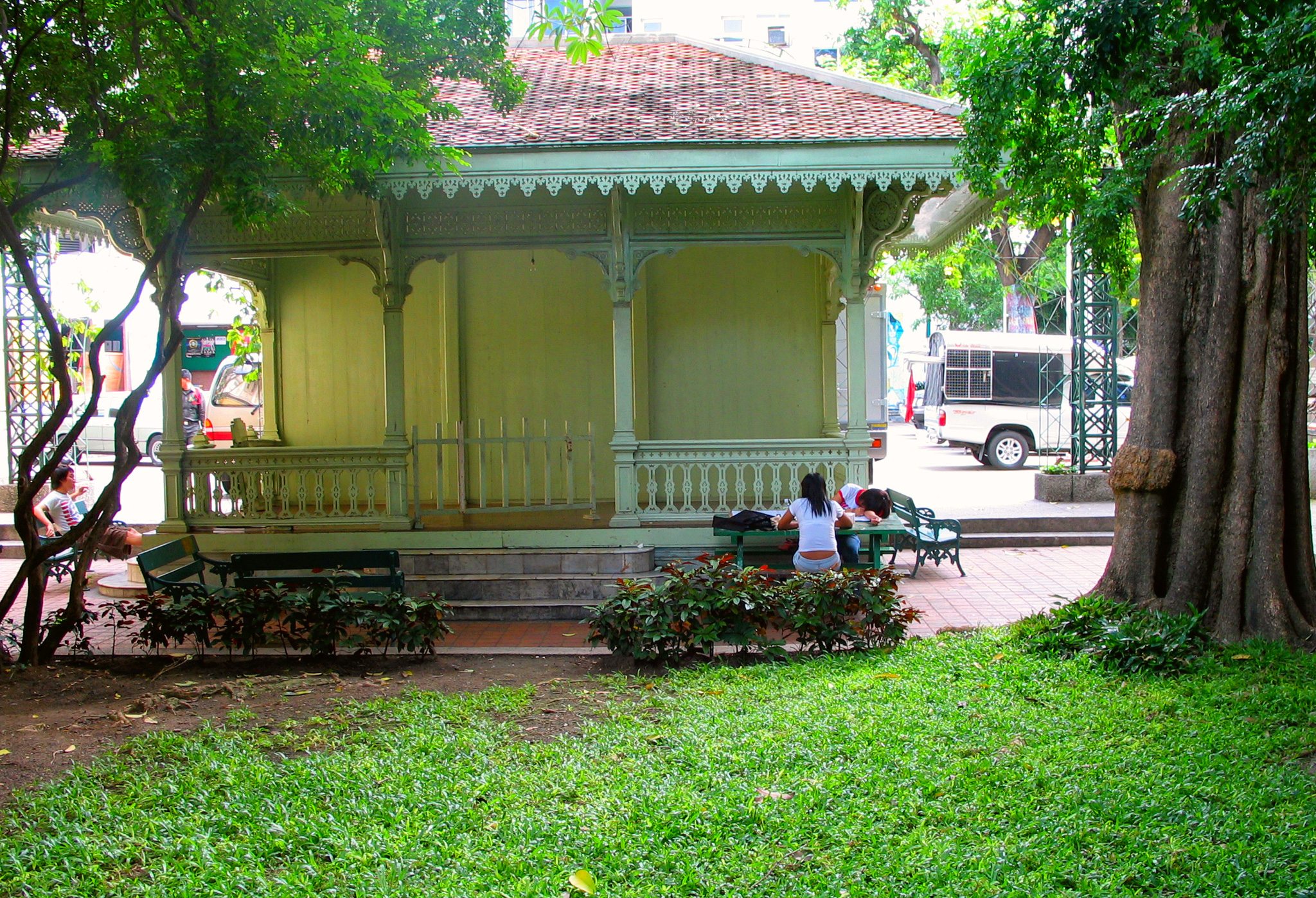
Pavillon im Suan-Kaeo-Garten
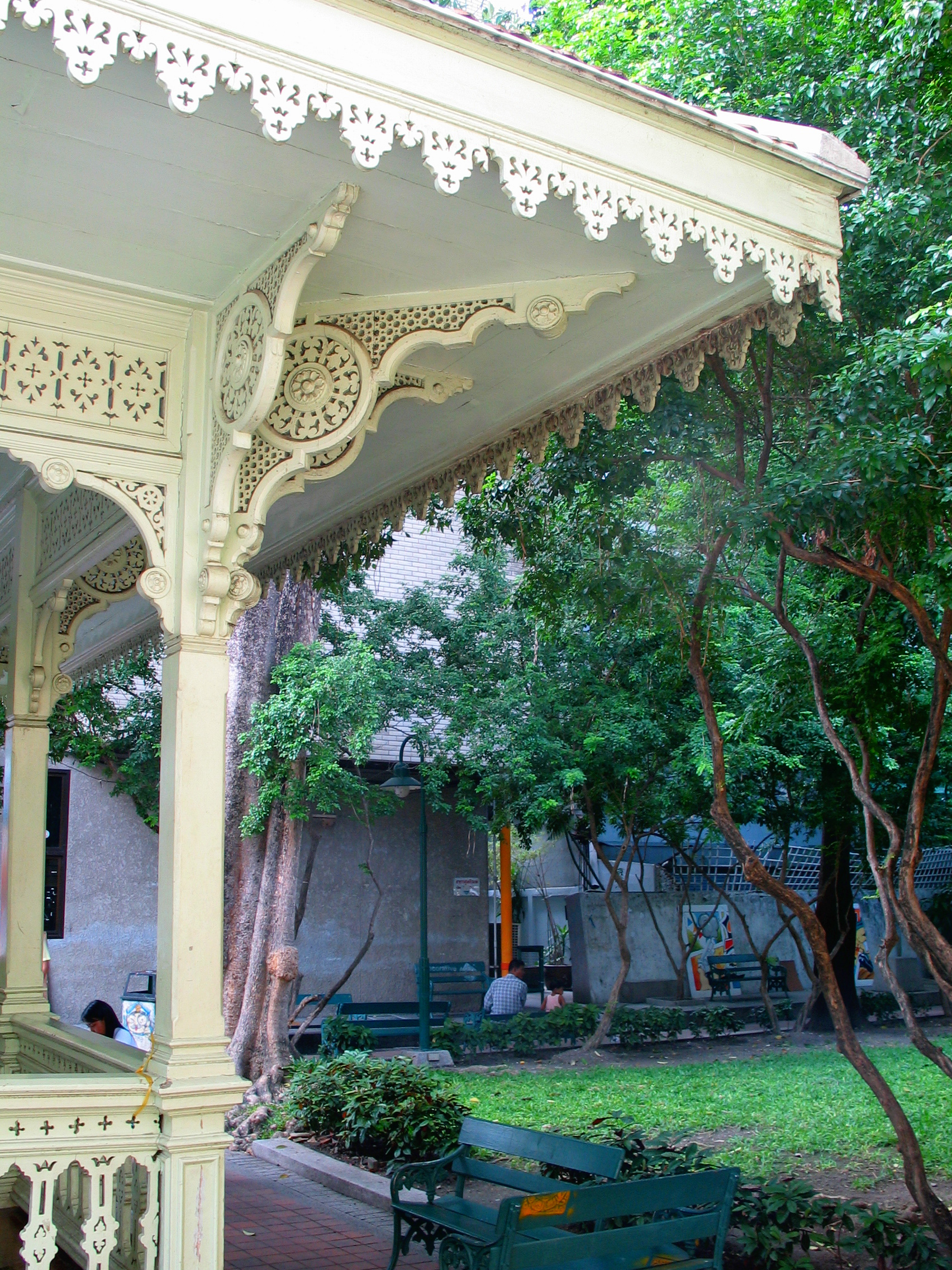
Detail des Pavillons
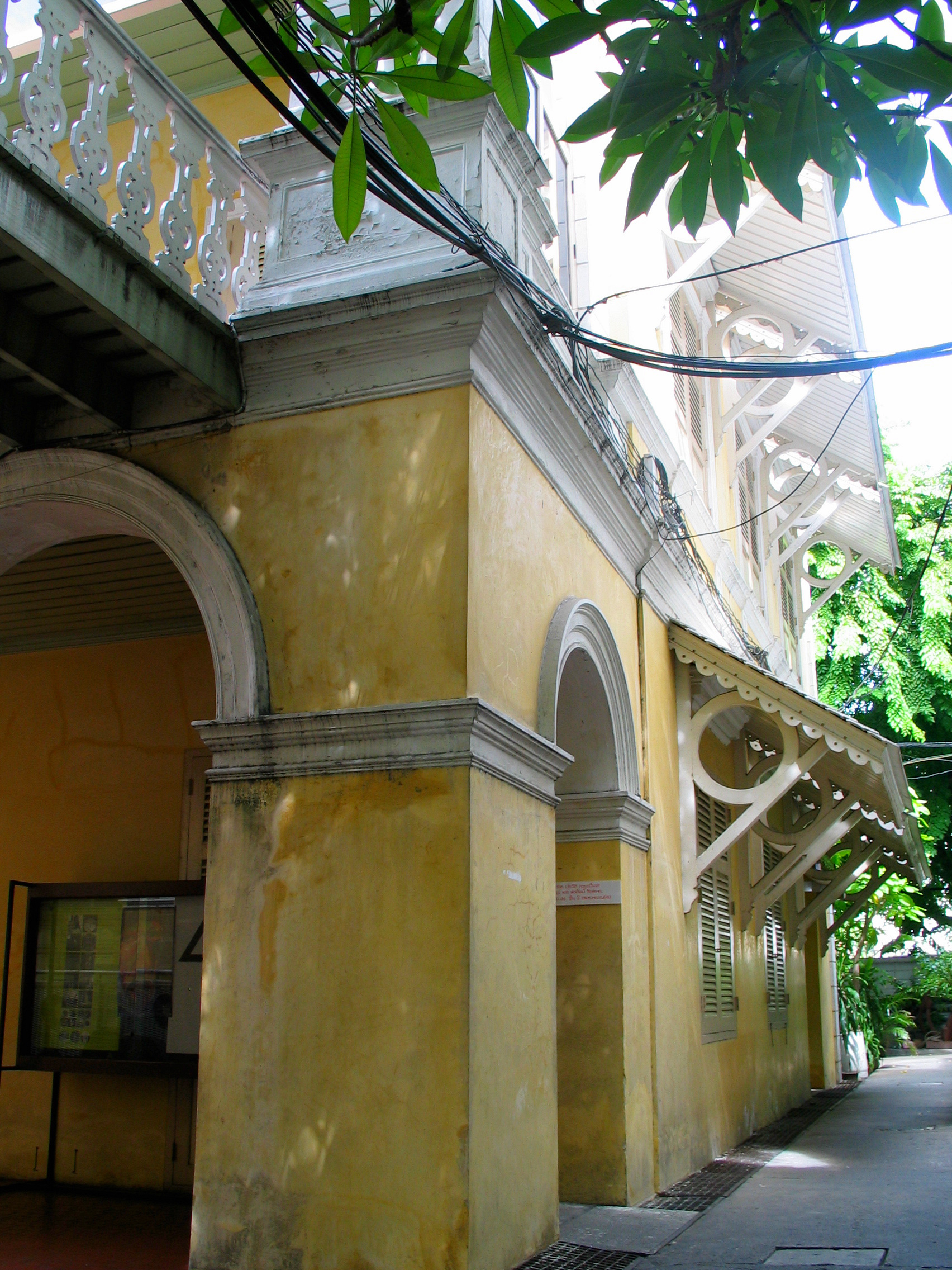
Ehemaliges Palastgebäude
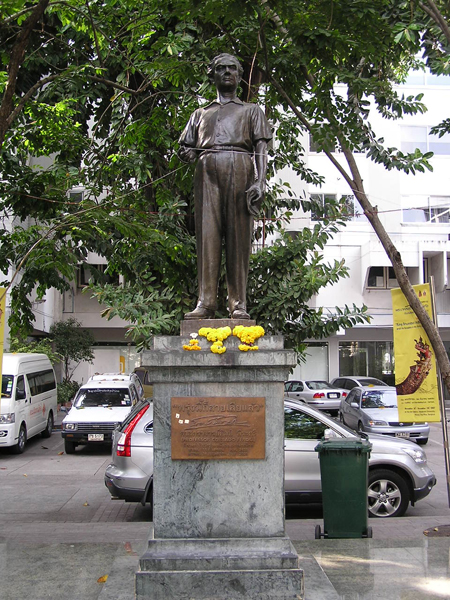
Statue für Silpa Bhirasri, den Gründer der Universität